# Koblenz, Aargau

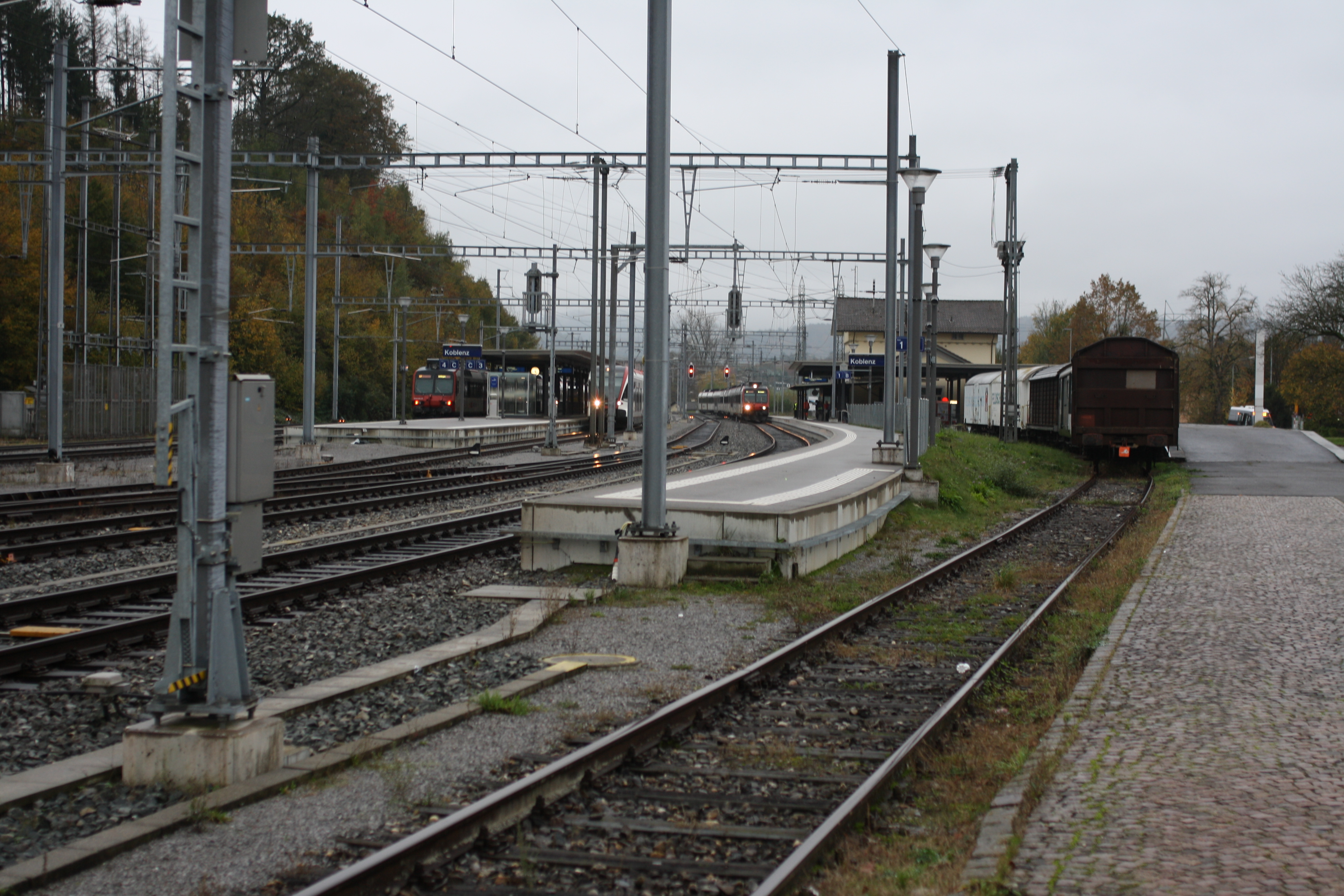
Järnvägsstationen i Koblenz.

Koblenz (schweizertyska: Choblez) är en ort och kommun i distriktet Zurzach i kantonen Aargau, Schweiz. Kommunen har 1 759 invånare (2023).
Byn Koblenz ligger vid Aares utflöde i Rhen, på den sydvästra sidan. Koblenz gränsar i norr till Landkreis Waldshut i Tyskland, i väster till Leuggern, i söder till Klingnau och till Rietheim i öster. Närmaste större ort är Waldshut i Tyskland.
Byn är känd sedan 900/1000-talet som Confluenzia. 1265 benämns den Cobliz.
Koblenz har tågförbindelser till Waldshut, Baden och Winterthur. Det finns väg- och järnvägsbroar över Aare och Rhen.